# Потенціалзалежний аніонний канал 3
Потенціалзалежний аніонний канал 3 (англ. Voltage dependent anion channel 3) – білок, який кодується геном VDAC3, розташованим у людей на короткому плечі 8-ї хромосоми.  Довжина поліпептидного ланцюга білка становить 283 амінокислот, а молекулярна маса — 30 659.
| 10         |  | 20         |  | 30         |  | 40         |  | 50         |
| ---------- |  | ---------- |  | ---------- |  | ---------- |  | ---------- |
| MCNTPTYCDL |  | GKAAKDVFNK |  | GYGFGMVKID |  | LKTKSCSGVE |  | FSTSGHAYTD |
| TGKASGNLET |  | KYKVCNYGLT |  | FTQKWNTDNT |  | LGTEISWENK |  | LAEGLKLTLD |
| TIFVPNTGKK |  | SGKLKASYKR |  | DCFSVGSNVD |  | IDFSGPTIYG |  | WAVLAFEGWL |
| AGYQMSFDTA |  | KSKLSQNNFA |  | LGYKAADFQL |  | HTHVNDGTEF |  | GGSIYQKVNE |
| KIETSINLAW |  | TAGSNNTRFG |  | IAAKYMLDCR |  | TSLSAKVNNA |  | SLIGLGYTQT |
| LRPGVKLTLS |  | ALIDGKNFSA |  | GGHKVGLGFE |  | LEA        |  |            |

A: Аланін

C: Цистеїн

D: Аспарагінова кислота

E: Глутамінова кислота

F: Фенілаланін

G: Гліцин

H: Гістидин

I: Ізолейцин

K: Лізин

L: Лейцин

M: Метіонін

N: Аспарагін

P: Пролін

Q: Глутамін

R: Аргінін

S: Серин

T: Треонін

V: Валін

W: Триптофан

Цей білок за функцією належить до поринів. 
Задіяний у таких біологічних процесах як транспорт іонів, транспорт. 
Білок має сайт для зв'язування з нуклеотидами, НАД. 
Локалізований у мембрані, мітохондрії, зовнішній мембрані мітохондрій.